# Independentismo guanacasteco

Bandera del Partido Guanacaste Independiente

Se conoce como independentismo guanacasteco al movimiento ideológico que busca la secesión total o parcial de la provincia de Guanacaste del resto de la República de Costa Rica.

## Historia
La mayor parte del territorio de la actual provincia de Guanacaste no perteneció originalmente al territorio de Costa Rica sino que era independiente y se le conocía como Partido de Nicoya, dependiente de la Capitanía General de Guatemala como otros territorios de lo que a futuro serían las diversas naciones de Centroamérica. El 25 de julio de 1824 se anexa voluntariamente y por solicitud popular el Partido de Nicoya a la República de Costa Rica, efemérides que será luego celebrada como una de las fiestas nacionales y feriadas de Costa Rica. 
No obstante la provincia sufrió por muchas décadas de abandono y marginación por parte de las autoridades centrales. Esto provocó el surgimiento de sentimientos autonomistas, identitarios y en algunos casos separatistas. Algunos historiadores consideran que las consignas supuestamente separatistas podían haber sido una forma de ejercer presión sobre el gobierno central o de llamar la atención hacia las problemáticas de la provincia, así mismo pueden haber sido exageradas a propósito por los gobiernos centrales para justificar la supervisión o la represión de movimientos políticos legítimos que denunciaban la situación de la provincia. 
Uno de los principales líderes guanacastecos fue el médico Francisco Vargas Vargas (1909-1995) declarado benemérito de la patria. Vargas fue líder del partido Confraternidad Guanacasteca que luchaba por los derechos de Guanacaste y su población. Debido a esto llegó a ser apodado "protector de Guanacaste" y "candidato para la República Independiente de Guanascaste", lo cual levantó sospechas graves por parte del gobierno central del presidente León Cortés Castro, exacerbadas cuando el embajador de Costa Rica en Estados Unidos, Ricardo Castro Bechee advirtió a Castro que un reportaje del New York Times hacía referencia al deseo de independencia de Guanacaste. Castro aceleró entonces la construcción del Cuartel General de Liberia en manos del ingeniero germano-costarricense Max Effinger. No obstante ni Vargas ni su partido pretendían la independencia real de Guanacaste sino las mejoras en sus condiciones de vida. 
En los años setenta y ochenta surge el grupo radical Movimiento Autónomo de Guanacaste, una organización paramilitar que buscaba la independencia de la provincia, pero que nunca llegó a realizar actividades relevantes.
El más reciente momento en que el tema resurgió fue cuando el diputado guanacasteco Ronal Vargas del partido Frente Amplio mencionó en su cuenta de Twitter, a raíz del referéndum autonomista de Escocia, que le gustaría que Guanacaste también decidiera sobre volver a ser autónomo como lo hizo Escocia (el tuit fue antes de que se conocieran los resultados de la consulta escocesa), lo cual generó fuertes críticas. Vargas aseguró luego que se refería a la autonomía y no a la independencia política. Vargas tuvo el respaldo del Movimiento Autónomo de Guanacaste que interpuso una coadyuvancia ante la Corte Suprema de Justicia apoyando el recurso interpuesto por Vargas donde buscaba detener su destitución como diputado a raíz de su renuncia argumentando que fue por presiones políticas.